# 黄松甸站
黄松甸站是位于吉林省蛟河市黄松甸镇的一个铁路车站，邮政编码132505。车站建于1928年，有长图铁路经过该站，现办理客货运业务，车站及其上下行区间均未电气化。车站距离长春站269公里，隶属沈阳铁路局，是四等站。